# Jonathan Levine
Jonathan Levine (ur. 18 czerwca 1976 w Nowym Jorku) – amerykański reżyser filmowy i scenarzysta. 
Zrealizował filmy krótkometrażowe: Shards (2004) i Love Bytes (2005). W długim metrażu debiutował horrorem Wszyscy kochają Mandy Lane, swój drugi obraz wyreżyserował w 2008. Akcja komediodramatu The Wackness rozgrywa się latem 1994 w Nowym Jorku, a jego głównym bohaterem jest nastoletni diler narkotykowy (Josh Peck) zaprzyjaźniający się z dwukrotnie od niego starszym psychiatrą (Ben Kingsley). Film zdobył nagrodę publiczności na festiwalu w Sundance. 

## Reżyseria

### Film krótkometrażowe
- 2004: Shards
- 2005: Love Bites

### Film pełnometrażowe
- 2006: Wszyscy kochają Mandy Lane (All the Boys Love Mandy Lan)
- 2008: The Wackness
- 2011: 50/50
- 2013: Wiecznie żywy (Warm bodies)
- 2015: Cicha noc (The Night Before)
- 2017: Babskie wakacje (Snatched)
- 2019: Niedobrani (Long Shot)

### Seriale
- 2014: Rush
- 2021: Dziewięcioro nieznajomych (Nine Perfect Strangers)